# Classificações históricas dos presidentes dos Estados Unidos

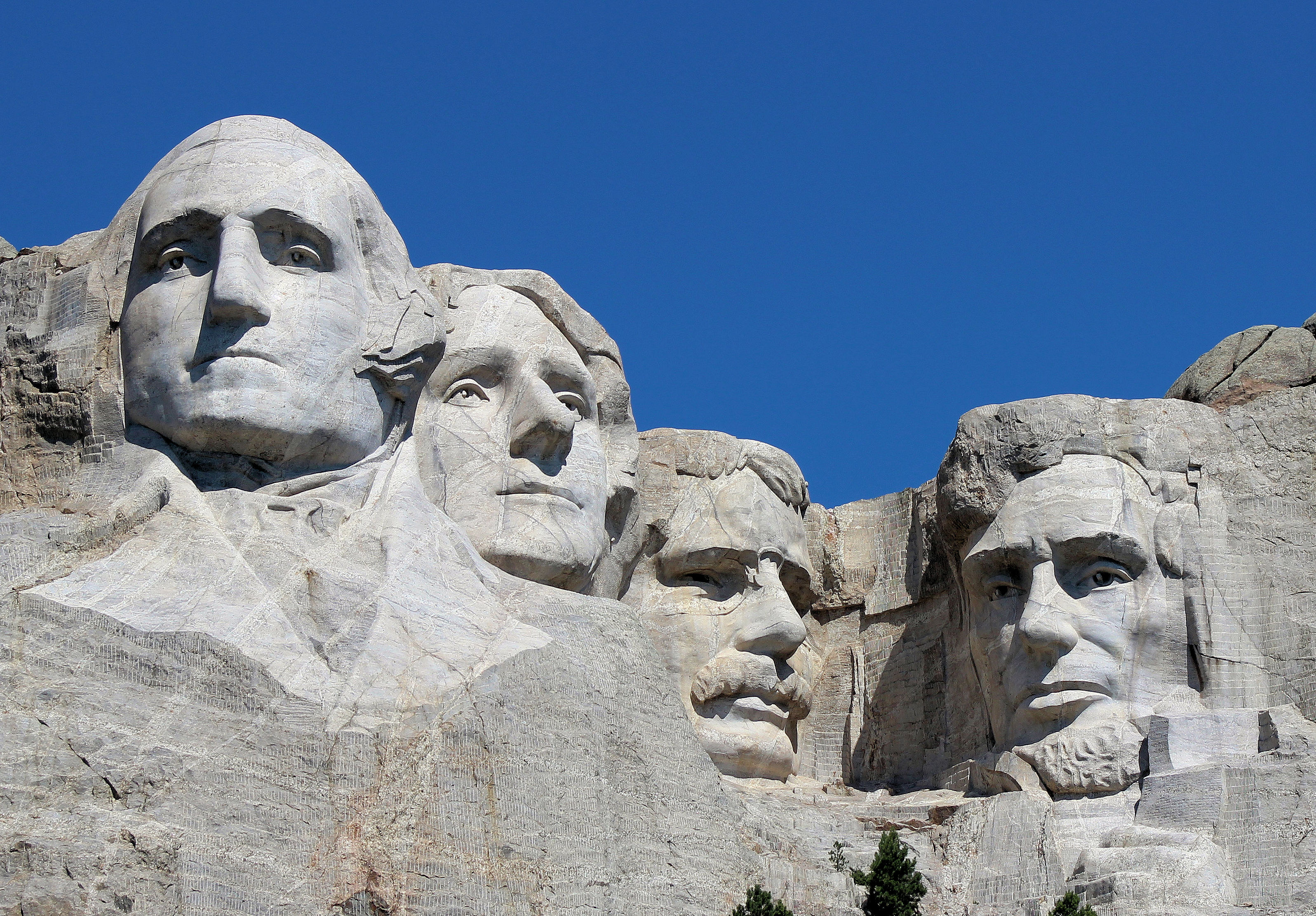
Na década de 1920, o escultor Gutzon Borglum e o Presidente Calvin Coolidge selecionaram George Washington, Thomas Jefferson, Theodore Roosevelt e Abraham Lincoln para serem esculpidos no Monte Rushmore—posteriormente ela se tornou um símbolo da grandeza presidencial.

Em ciência política, pesquisas têm sido realizado com o objetivo de construir rankings históricos do sucesso de indivíduos que serviram como o presidente dos Estados Unidos. Os sistemas de classificação são geralmente baseados em pesquisas de historiadores e cientistas políticos acadêmicos ou opinião popular. Os rankings focam em realizações, liderança, integridade, falhas e defeitos dos presidentes.

## Pesquisas

### Acadêmicas
Dentro de cada coluna:
- Fundos azuis indicam primeiro quartil.
- Fundos verdes indicam segundo quartil.
- Fundos laranja indicam terceiro quartil.
- Fundos vermelhos indicam quarto quartil.

| No.               | Presidente             | Partido político      | Schl. 1948 | Schl. 1962  | M-B 1982 | CT 1982 | Siena 1982 | Siena 1990 | Siena 1994 | R-McI 1996 | Schl. 1996  | C-SPAN 2000 | WSJ 2000    | Siena 2002 | WSJ 2005 | C-SPAN 2009 | Siena 2010 | USPC 2011 | APSA 2015 | C-SPAN 2017 | APSA 2018 | Siena 2018 | Quartil mais frequente |
| ----------------- | ---------------------- | --------------------- | ---------- | ----------- | -------- | ------- | ---------- | ---------- | ---------- | ---------- | ----------- | ----------- | ----------- | ---------- | -------- | ----------- | ---------- | --------- | --------- | ----------- | --------- | ---------- | ---------------------- |
| 1                 | George Washington      | Independente          | 02         | 02          | 03       | 02      | 04         | 04         | 04         | 03         | 02 (empate) | 03          | 01          | 04         | 01       | 02          | 04         | 03        | 02        | 02          | 02        | 01         | 1                      |
| 2                 | John Adams             | Federalista           | 09         | 10          | 09       | 15      | 10         | 14         | 12         | 14         | 11          | 16          | 13          | 12         | 13       | 17          | 17         | 12        | 15        | 19          | 14        | 14         | 2                      |
| 3                 | Thomas Jefferson       | Democrata-Republicano | 05         | 05          | 04       | 05      | 02         | 03         | 05         | 04         | 04          | 07          | 04          | 05         | 04       | 07          | 05         | 04        | 05        | 07          | 05        | 05         | 1                      |
| 4                 | James Madison          | Democrata-Republicano | 14         | 12          | 14       | 17      | 09         | 08         | 09         | 10         | 17          | 18          | 15          | 09         | 17       | 20          | 06         | 14        | 13        | 17          | 12        | 07         | 2                      |
| 5                 | James Monroe           | Democrata-Republicano | 12         | 18          | 15       | 16      | 15         | 11         | 15         | 13         | 15          | 14          | 16          | 08         | 16       | 14          | 07         | 13        | 16        | 13          | 18        | 08         | 2                      |
| 6                 | John Quincy Adams      | Democrata-Republicano | 11         | 13          | 16       | 19      | 17         | 16         | 17         | 18         | 18          | 19          | 20          | 17         | 25       | 19          | 19         | 20        | 22        | 21          | 23        | 18         | 2                      |
| 7                 | Andrew Jackson         | Democrata             | 06         | 06          | 07       | 07      | 13         | 09         | 11         | 08         | 05          | 13          | 06          | 13         | 10       | 13          | 14         | 09        | 09        | 18          | 15        | 19         | 1                      |
| 8                 | Martin Van Buren       | Democrata             | 15         | 17          | 20       | 18      | 21         | 21         | 22         | 21         | 21          | 30          | 23          | 24         | 27       | 31          | 23         | 27        | 25        | 34          | 27        | 25         | 3                      |
| 9                 | William Henry Harrison | Whig                  | –          | –           | –        | –       | 26         | 35         | 28         | 35         | –           | 37          | –           | 36         | –        | 39          | 35         | –         | 39        | 38          | 42        | 39         | 4                      |
| 10                | John Tyler             | Independente          | 22         | 25          | 28       | 28      | 34         | 33         | 34         | 34         | 32          | 36          | 34          | 37         | 35       | 35          | 37         | 37        | 36        | 39          | 37        | 37         | 4                      |
| 11                | James K. Polk          | Democrata             | 10         | 08 (empate) | 12       | 10      | 12         | 13         | 14         | 11         | 09          | 12          | 10          | 11         | 09       | 12          | 12         | 16        | 19        | 14          | 20        | 12         | 2                      |
| 12                | Zachary Taylor         | Whig                  | 25         | 24          | 27       | 26      | 29         | 34         | 33         | 29         | 29          | 28          | 31          | 34         | 33       | 29          | 33         | 33        | 33        | 31          | 35        | 30         | 3                      |
| 13                | Millard Fillmore       | Whig                  | 24         | 26          | 29       | 31      | 32         | 32         | 35         | 36         | 31          | 35          | 35          | 38         | 36       | 37          | 38         | 35        | 37        | 37          | 38        | 38         | 4                      |
| 14                | Franklin Pierce        | Democrata             | 27         | 28          | 31       | 33      | 35         | 36         | 37         | 37         | 33 (empate) | 39          | 37 (empate) | 39         | 38       | 40          | 40         | 39        | 40        | 41          | 41        | 40         | 4                      |
| 15                | James Buchanan         | Democrata             | 26         | 29          | 33       | 34      | 37         | 38         | 39         | 40         | 38          | 41          | 39          | 41         | 40       | 42          | 42         | 40        | 43        | 43          | 43        | 43         | 4                      |
| 16                | Abraham Lincoln        | Republicano           | 01         | 01          | 01       | 01      | 03         | 02         | 02         | 01         | 01          | 01          | 02          | 02         | 02       | 01          | 03         | 02        | 01        | 01          | 01        | 03         | 1                      |
| 17                | Andrew Johnson         | Democrata             | 19         | 23          | 32       | 30      | 38         | 39         | 40         | 39         | 37          | 40          | 36          | 42         | 37       | 41          | 43         | 36        | 41        | 42          | 40        | 44         | 4                      |
| 18                | Ulysses S. Grant       | Republicano           | 28         | 30          | 35       | 32      | 36         | 37         | 38         | 38         | 33 (empate) | 33          | 32          | 35         | 29       | 23          | 26         | 29        | 28        | 22          | 21        | 24         | 4                      |
| 19                | Rutherford B. Hayes    | Republicano           | 13         | 14          | 22       | 22      | 22         | 23         | 24         | 25         | 23          | 26          | 22          | 27         | 24       | 33          | 31         | 30        | 30        | 32          | 29        | 32         | 3                      |
| 20                | James A. Garfield      | Republicano           | –          | –           | –        | –       | 25         | 30         | 26         | 30         | –           | 29          | –           | 33         | –        | 28          | 27         | –         | 31        | 29          | 34        | 28         | 3                      |
| 21                | Chester A. Arthur      | Republicano           | 17         | 21 (empate) | 23       | 24      | 24         | 26         | 27         | 28         | 26          | 32          | 26          | 30         | 26       | 32          | 25         | 32        | 32        | 35          | 31        | 34         | 3                      |
| 22/24             | Grover Cleveland       | Democrata             | 08         | 11          | 17       | 13      | 18         | 17         | 19         | 16         | 13          | 17          | 12          | 20         | 12       | 21          | 20         | 21        | 23        | 23          | 24        | 23         | 2                      |
| 23                | Benjamin Harrison      | Republicano           | 21         | 20          | 26       | 25      | 31         | 29         | 30         | 31         | 19          | 31          | 27          | 32         | 30       | 30          | 34         | 34        | 29        | 30          | 32        | 35         | 3                      |
| 25                | William McKinley       | Republicano           | 18         | 15          | 18       | 11      | 19         | 19         | 18         | 17         | 16          | 15          | 14          | 19         | 14       | 16          | 21         | 17        | 21        | 16          | 19        | 20         | 2                      |
| 26                | Theodore Roosevelt     | Republicano           | 07         | 07          | 05       | 04      | 05         | 05         | 03         | 05         | 06          | 04          | 05          | 03         | 05       | 04          | 02         | 05        | 04        | 04          | 04        | 04         | 1                      |
| 27                | William Howard Taft    | Republicano           | 16         | 16          | 19       | 20      | 20         | 20         | 21         | 20         | 22          | 24          | 19          | 21         | 20       | 24          | 24         | 25        | 20        | 24          | 22        | 22         | 2                      |
| 28                | Woodrow Wilson         | Democrata             | 04         | 04          | 06       | 06      | 06         | 06         | 06         | 06         | 07          | 06          | 11          | 06         | 11       | 09          | 08         | 06        | 10        | 11          | 11        | 11         | 1                      |
| 29                | Warren G. Harding      | Republicano           | 29         | 31          | 36       | 36      | 39         | 40         | 41         | 41         | 39          | 38          | 37 (empate) | 40         | 39       | 38          | 41         | 38        | 42        | 40          | 39        | 41         | 4                      |
| 30                | Calvin Coolidge        | Republicano           | 23         | 27          | 30       | 29      | 30         | 31         | 36         | 33         | 30          | 27          | 25          | 29         | 23       | 26          | 29         | 28        | 27        | 27          | 28        | 31         | 3                      |
| 31                | Herbert Hoover         | Republicano           | 20         | 19          | 21       | 21      | 27         | 28         | 29         | 24         | 33 (empate) | 34          | 29          | 31         | 31       | 34          | 36         | 26        | 38        | 36          | 36        | 36         | 3                      |
| 32                | Franklin D. Roosevelt  | Democrata             | 03         | 03          | 02       | 03      | 01         | 01         | 01         | 02         | 02 (empate) | 02          | 03          | 01         | 03       | 03          | 01         | 01        | 03        | 03          | 03        | 02         | 1                      |
| 33                | Harry S. Truman        | Democrata             | –          | 08 (empate) | 08       | 08      | 07         | 07         | 07         | 07         | 08          | 05          | 07          | 07         | 07       | 05          | 09         | 07        | 06        | 06          | 06        | 09         | 1                      |
| 34                | Dwight D. Eisenhower   | Republicano           | –          | 21 (empate) | 11       | 09      | 11         | 12         | 08         | 09         | 10          | 09          | 09          | 10         | 08       | 08          | 10         | 10        | 07        | 05          | 07        | 06         | 1                      |
| 35                | John F. Kennedy        | Democrata             | –          | –           | 13       | 14      | 08         | 10         | 10         | 15         | 12          | 08          | 18          | 14         | 15       | 06          | 11         | 15        | 14        | 08          | 16        | 10         | 2                      |
| 36                | Lyndon B. Johnson      | Democrata             | –          | –           | 10       | 12      | 14         | 15         | 13         | 12         | 14          | 10          | 17          | 15         | 18       | 11          | 16         | 11        | 12        | 10          | 10        | 16         | 2                      |
| 37                | Richard Nixon          | Republicano           | –          | –           | 34       | 35      | 28         | 25         | 23         | 32         | 36          | 25          | 33          | 26         | 32       | 27          | 30         | 23        | 34        | 28          | 33        | 29         | 3                      |
| 38                | Gerald Ford            | Republicano           | –          | –           | 24       | 23      | 23         | 27         | 32         | 27         | 28          | 23          | 28          | 28         | 28       | 22          | 28         | 24        | 24        | 25          | 25        | 27         | 3                      |
| 39                | Jimmy Carter           | Democrata             | –          | –           | 25       | 27      | 33         | 24         | 25         | 19         | 27          | 22          | 30          | 25         | 34       | 25          | 32         | 18        | 26        | 26          | 26        | 26         | 3                      |
| 40                | Ronald Reagan          | Republicano           | –          | –           | –        | –       | 16 *       | 22         | 20         | 26         | 25          | 11          | 08          | 16         | 06       | 10          | 18         | 08        | 11        | 09          | 09        | 13         | 1                      |
| 41                | George H. W. Bush      | Republicano           | –          | –           | –        | –       | –          | 18 *       | 31         | 22         | 24          | 20          | 21          | 22         | 21       | 18          | 22         | 22        | 17        | 20          | 17        | 21         | 2                      |
| 42                | Bill Clinton           | Democrata             | –          | –           | –        | –       | –          | –          | 16 *       | 23 *       | 20 *        | 21 *        | 24 *        | 18         | 22       | 15          | 13         | 19        | 08        | 15          | 13        | 15         | 2                      |
| 43                | George W. Bush         | Republicano           | –          | –           | –        | –       | –          | –          | –          | –          | –           | –           | –           | 23 *       | 19 *     | 36          | 39         | 31        | 35        | 33          | 30        | 33         | 3                      |
| 44                | Barack Obama           | Democrata             | –          | –           | –        | –       | –          | –          | –          | –          | –           | –           | –           | –          | –        | –           | 15 *       | –         | 18 *      | 12          | 08        | 17         | 2                      |
| 45                | Donald Trump           | Republicano           | –          | –           | –        | –       | –          | –          | –          | –          | –           | –           | –           | –          | –        | –           | –          | –         | –         | –           | 44 *      | 42 *       | 4 *                    |
| Total em pesquisa |                        |                       | 29         | 31          | 36       | 36      | 39         | 40         | 41         | 41         | 39          | 41          | 39          | 42         | 40       | 42          | 43         | 40        | 43        | 43          | 44        | 44         | 4                      |

Nota: Grover Cleveland foi eleito para dois mandatos não-consecutivos e serviu como tanto o 22.º como o 24.º Presidente dos Estados Unidos—até a presente data ele é a única pessoa a ter conseguido esta distinção. Por causa disto, o número total de pessoas que serviram como presidente é um menor que o número de presidentes em ordem de sucessão.
William Henry Harrison e James Garfield são por vezes omitidos de rankings dos presidentes por causa da curta duração de seus mandatos.

#### Instituto de pesquisas do Colégio Siena[9]
| Seq.  | Nome                   | Antecedentes | Liderança partidária | Capacidade de comunicação | Relações com o Congresso | Nomeações judicias | Tratamento da economia | Sorte | Capacidade de compromisso | Disposição a assumir riscos | Nomeações executivas | Capacidade geral | Imaginação | Realizações nacionais | Integridade | Capacidade executiva | Realizações da política externa | Capacidade de liderança | Inteligência | Evitar erros cruciais | Opinião dos especialistas | Geral |
| ----- | ---------------------- | ------------ | -------------------- | ------------------------- | ------------------------ | ------------------ | ---------------------- | ----- | ------------------------- | --------------------------- | -------------------- | ---------------- | ---------- | --------------------- | ----------- | -------------------- | ------------------------------- | ----------------------- | ------------ | --------------------- | ------------------------- | ----- |
| 1     | George Washington      | 7            | 18                   | 12                        | 3                        | 3                  | 4                      | 1     | 3                         | 4                           | 1                    | 4                | 9          | 4                     | 2           | 2                    | 3                               | 1                       | 12           | 1                     | 3                         | 4     |
| 2     | John Adams             | 4            | 29                   | 18                        | 26                       | 10                 | 13                     | 23    | 32                        | 16                          | 15                   | 13               | 17         | 22                    | 3           | 19                   | 12                              | 20                      | 7            | 15                    | 12                        | 17    |
| 3     | Thomas Jefferson       | 1            | 4                    | 6                         | 4                        | 6                  | 16                     | 6     | 11                        | 8                           | 5                    | 5                | 3          | 6                     | 14          | 5                    | 7                               | 6                       | 1            | 6                     | 5                         | 5     |
| 4     | James Madison          | 3            | 10                   | 11                        | 9                        | 7                  | 12                     | 17    | 7                         | 15                          | 9                    | 6                | 8          | 12                    | 5           | 14                   | 20                              | 17                      | 2            | 10                    | 8                         | 6     |
| 5     | James Monroe           | 9            | 12                   | 15                        | 8                        | 14                 | 9                      | 9     | 8                         | 17                          | 8                    | 16               | 16         | 8                     | 10          | 11                   | 2                               | 13                      | 15           | 7                     | 9                         | 7     |
| 6     | John Quincy Adams      | 2            | 34                   | 20                        | 35                       | 16                 | 14                     | 30    | 29                        | 23                          | 13                   | 15               | 11         | 18                    | 4           | 21                   | 16                              | 26                      | 5            | 20                    | 21                        | 19    |
| 7     | Andrew Jackson         | 30           | 2                    | 10                        | 14                       | 27                 | 28                     | 4     | 38                        | 5                           | 19                   | 12               | 13         | 14                    | 23          | 6                    | 19                              | 5                       | 23           | 12                    | 13                        | 14    |
| 8     | Martin Van Buren       | 16           | 13                   | 23                        | 19                       | 24                 | 38                     | 33    | 13                        | 32                          | 25                   | 24               | 24         | 27                    | 29          | 23                   | 25                              | 27                      | 22           | 27                    | 24                        | 23    |
| 9     | William Henry Harrison | 24           | 30                   | 25                        | 31                       | 33                 | 27                     | 42    | 35                        | 30                          | 24                   | 37               | 35         | 36                    | 30          | 33                   | 39                              | 24                      | 31           | 33                    | 34                        | 35    |
| 10    | John Tyler             | 33           | 42                   | 39                        | 42                       | 39                 | 31                     | 22    | 39                        | 26                          | 34                   | 35               | 29         | 34                    | 33          | 37                   | 35                              | 36                      | 33           | 32                    | 36                        | 37    |
| 11    | James K. Polk          | 17           | 9                    | 13                        | 12                       | 21                 | 15                     | 7     | 23                        | 7                           | 16                   | 17               | 14         | 11                    | 24          | 9                    | 8                               | 10                      | 20           | 9                     | 11                        | 12    |
| 12    | Zachary Taylor         | 37           | 35                   | 28                        | 37                       | 37                 | 24                     | 36    | 34                        | 28                          | 28                   | 34               | 27         | 37                    | 21          | 31                   | 34                              | 25                      | 37           | 25                    | 33                        | 33    |
| 13    | Millard Fillmore       | 40           | 41                   | 40                        | 38                       | 35                 | 33                     | 25    | 25                        | 37                          | 35                   | 38               | 36         | 35                    | 36          | 38                   | 33                              | 39                      | 39           | 30                    | 35                        | 38    |
| 14    | Franklin Pierce        | 38           | 37                   | 37                        | 41                       | 40                 | 34                     | 35    | 36                        | 38                          | 38                   | 39               | 39         | 39                    | 38          | 40                   | 40                              | 40                      | 38           | 35                    | 40                        | 40    |
| 15    | James Buchanan         | 23           | 40                   | 41                        | 40                       | 42                 | 41                     | 40    | 41                        | 43                          | 39                   | 42               | 42         | 43                    | 40          | 42                   | 41                              | 43                      | 40           | 41                    | 43                        | 42    |
| 16    | Abraham Lincoln        | 28           | 6                    | 2                         | 6                        | 4                  | 5                      | 13    | 1                         | 2                           | 2                    | 1                | 2          | 1                     | 1           | 1                    | 5                               | 2                       | 3            | 2                     | 1                         | 3     |
| 17    | Andrew Johnson         | 42           | 43                   | 43                        | 43                       | 43                 | 37                     | 39    | 43                        | 34                          | 42                   | 41               | 41         | 42                    | 37          | 41                   | 38                              | 42                      | 41           | 42                    | 42                        | 43    |
| 18    | Ulysses S. Grant       | 26           | 28                   | 24                        | 22                       | 25                 | 29                     | 21    | 22                        | 22                          | 40                   | 28               | 26         | 26                    | 27          | 34                   | 24                              | 21                      | 29           | 31                    | 31                        | 26    |
| 19    | Rutherford B. Hayes    | 29           | 33                   | 30                        | 29                       | 29                 | 26                     | 19    | 18                        | 33                          | 33                   | 33               | 32         | 33                    | 28          | 30                   | 30                              | 32                      | 30           | 24                    | 29                        | 31    |
| 20    | James A. Garfield      | 20           | 22                   | 22                        | 24                       | 32                 | 23                     | 41    | 27                        | 31                          | 29                   | 25               | 28         | 25                    | 25          | 26                   | 31                              | 23                      | 26           | 22                    | 27                        | 27    |
| 21    | Chester A. Arthur      | 41           | 31                   | 32                        | 27                       | 28                 | 19                     | 14    | 21                        | 27                          | 26                   | 30               | 25         | 20                    | 32          | 27                   | 26                              | 28                      | 32           | 17                    | 26                        | 25    |
| 22/24 | Grover Cleveland       | 19           | 16                   | 17                        | 15                       | 17                 | 22                     | 20    | 19                        | 24                          | 18                   | 20               | 22         | 17                    | 19          | 17                   | 21                              | 19                      | 25           | 14                    | 19                        | 20    |
| 23    | Benjamin Harrison      | 39           | 32                   | 34                        | 28                       | 30                 | 35                     | 29    | 30                        | 39                          | 36                   | 36               | 34         | 32                    | 31          | 35                   | 28                              | 34                      | 35           | 23                    | 32                        | 34    |
| 25    | William McKinley       | 21           | 14                   | 19                        | 11                       | 23                 | 18                     | 24    | 20                        | 21                          | 20                   | 21               | 23         | 19                    | 22          | 18                   | 15                              | 18                      | 27           | 11                    | 20                        | 21    |
| 26    | Theodore Roosevelt     | 6            | 7                    | 3                         | 5                        | 1                  | 2                      | 2     | 12                        | 1                           | 4                    | 3                | 1          | 2                     | 6           | 4                    | 4                               | 4                       | 6            | 3                     | 4                         | 2     |
| 27    | William Howard Taft    | 14           | 36                   | 29                        | 30                       | 18                 | 20                     | 32    | 24                        | 36                          | 22                   | 23               | 30         | 21                    | 18          | 25                   | 23                              | 31                      | 18           | 28                    | 23                        | 24    |
| 28    | Woodrow Wilson         | 8            | 8                    | 9                         | 16                       | 8                  | 8                      | 15    | 37                        | 9                           | 10                   | 8                | 5          | 9                     | 11          | 10                   | 10                              | 12                      | 4            | 29                    | 10                        | 8     |
| 29    | Warren G. Harding      | 43           | 38                   | 36                        | 34                       | 36                 | 39                     | 37    | 26                        | 40                          | 43                   | 43               | 43         | 40                    | 42          | 43                   | 37                              | 41                      | 43           | 39                    | 41                        | 41    |
| 30    | Calvin Coolidge        | 25           | 24                   | 38                        | 21                       | 26                 | 30                     | 12    | 28                        | 41                          | 30                   | 32               | 37         | 31                    | 17          | 28                   | 32                              | 33                      | 28           | 19                    | 28                        | 29    |
| 31    | Herbert Hoover         | 10           | 26                   | 31                        | 33                       | 19                 | 43                     | 43    | 40                        | 42                          | 32                   | 26               | 38         | 41                    | 13          | 29                   | 36                              | 37                      | 14           | 40                    | 38                        | 36    |
| 32    | Franklin D. Roosevelt  | 5            | 1                    | 1                         | 2                        | 2                  | 1                      | 5     | 2                         | 3                           | 3                    | 2                | 4          | 3                     | 16          | 3                    | 1                               | 3                       | 10           | 4                     | 2                         | 1     |
| 33    | Harry Truman           | 35           | 15                   | 14                        | 20                       | 15                 | 6                      | 11    | 15                        | 6                           | 7                    | 7                | 15         | 7                     | 8           | 8                    | 6                               | 9                       | 17           | 8                     | 6                         | 9     |
| 34    | Dwight D. Eisenhower   | 12           | 17                   | 21                        | 10                       | 9                  | 11                     | 8     | 5                         | 20                          | 17                   | 11               | 20         | 13                    | 9           | 7                    | 9                               | 7                       | 19           | 5                     | 7                         | 10    |
| 35    | John F. Kennedy        | 13           | 19                   | 4                         | 13                       | 12                 | 7                      | 27    | 6                         | 10                          | 6                    | 14               | 7          | 15                    | 35          | 13                   | 17                              | 11                      | 11           | 16                    | 14                        | 11    |
| 36    | Lyndon B. Johnson      | 15           | 3                    | 16                        | 1                        | 5                  | 10                     | 28    | 9                         | 12                          | 12                   | 9                | 12         | 5                     | 34          | 12                   | 43                              | 15                      | 21           | 37                    | 16                        | 16    |
| 37    | Richard Nixon          | 18           | 20                   | 26                        | 36                       | 38                 | 25                     | 34    | 33                        | 14                          | 37                   | 22               | 19         | 24                    | 43          | 24                   | 11                              | 29                      | 16           | 43                    | 37                        | 30    |
| 38    | Gerald Ford            | 27           | 25                   | 35                        | 17                       | 22                 | 36                     | 31    | 17                        | 35                          | 23                   | 31               | 33         | 30                    | 15          | 32                   | 27                              | 30                      | 34           | 26                    | 25                        | 28    |
| 39    | Jimmy Carter           | 31           | 39                   | 27                        | 39                       | 20                 | 40                     | 38    | 31                        | 25                          | 21                   | 29               | 21         | 29                    | 7           | 36                   | 29                              | 35                      | 13           | 36                    | 30                        | 32    |
| 40    | Ronald Reagan          | 34           | 5                    | 5                         | 7                        | 31                 | 21                     | 3     | 14                        | 11                          | 31                   | 19               | 18         | 23                    | 26          | 20                   | 13                              | 8                       | 36           | 13                    | 17                        | 18    |
| 41    | George H. W. Bush      | 11           | 27                   | 33                        | 23                       | 34                 | 32                     | 26    | 16                        | 29                          | 27                   | 27               | 31         | 28                    | 20          | 22                   | 14                              | 22                      | 24           | 18                    | 22                        | 22    |
| 42    | Bill Clinton           | 22           | 11                   | 8                         | 25                       | 11                 | 3                      | 10    | 4                         | 18                          | 11                   | 10               | 10         | 10                    | 41          | 15                   | 18                              | 14                      | 9            | 34                    | 15                        | 13    |
| 43    | George W. Bush         | 36           | 39                   | 42                        | 32                       | 41                 | 42                     | 18    | 42                        | 19                          | 41                   | 40               | 40         | 38                    | 39          | 39                   | 42                              | 38                      | 42           | 38                    | 39                        | 39    |
| 44    | Barack Obama           | 32           | 21                   | 7                         | 18                       | 13                 | 17                     | 16    | 10                        | 13                          | 14                   | 18               | 6          | 16                    | 12          | 16                   | 22                              | 16                      | 8            | 21                    | 18                        | 15    |

### Opinião pública

#### C-SPAN, 1999
Além de realizar uma pesquisa com historiadores, a C-Span também realizou um levantamento sobre a liderança dos presidentes com 1.145 espectadores em dezembro de 1999.
1. Abraham Lincoln
2. Franklin D. Roosevelt
3. George Washington
4. Theodore Roosevelt
5. Harry S. Truman
6. Woodrow Wilson
7. Thomas Jefferson
8. John F. Kennedy
9. Dwight D. Eisenhower
10. Lyndon B. Johnson
11. Ronald Reagan
12. James K. Polk
13. Andrew Jackson
14. James Monroe
15. William McKinley
16. John Adams
17. Grover Cleveland
18. James Madison
19. John Quincy Adams
20. George H.W. Bush
21. Bill Clinton
22. Jimmy Carter
23. Gerald Ford
24. William Howard Taft
25. Richard Nixon
26. Rutherford B. Hayes
27. Calvin Coolidge
28. Zachary Taylor
29. James A. Garfield
30. Martin Van Buren
31. Benjamin Harrison
32. Chester A. Arthur
33. Ulysses S. Grant
34. Herbert Hoover
35. Millard Fillmore
36. John Tyler
37. William Henry Harrison
38. Warren G. Harding
39. Franklin Pierce
40. Andrew Johnson
41. James Buchanan

#### ABC, 2000
Uma pesquisa da American Broadcasting Company (ABC) sobre a grandeza presidencial foi realizada entre 16-20 fevereiro de 2000 com 1.012 adultos norte-americanos. "Quem você acha que foi o melhor presidente americano?"
1. Abraham Lincoln (19%)
2. John F. Kennedy (17%)
3. Franklin D. Roosevelt (11%)
4. Sem opinião (10%)
5. Ronald Reagan (9%)
6. George Washington (8%)
7. Bill Clinton (7%)
8. Theodore Roosevelt (4%)
9. George H. W. Bush (4%)
10. Thomas Jefferson (3%)
11. Harry S. Truman (2%)
12. Richard Nixon (2%)
13. Jimmy Carter (1%)
14. Dwight D. Eisenhower (1%)

#### Rasmussen, 2007
De acordo com uma pesquisa da Rasmussen realizada em 2007, seis presidentes—George Washington, Abraham Lincoln, Thomas Jefferson, Theodore Roosevelt, Franklin D. Roosevelt e John F. Kennedy—foram avaliados favoravelmente por pelo menos 80% dos norte-americanos.
| Presidente             | Favorável | Desfavorável | Líquido favorável |
| ---------------------- | --------- | ------------ | ----------------- |
| George Washington      | 94        | 2            | 92                |
| Abraham Lincoln        | 92        | 4            | 88                |
| Thomas Jefferson       | 89        | 4            | 85                |
| Theodore Roosevelt     | 84        | 8            | 76                |
| Franklin D. Roosevelt  | 81        | 12           | 69                |
| John F. Kennedy        | 80        | 13           | 67                |
| John Adams             | 74        | 9            | 65                |
| James Madison          | 73        | 8            | 65                |
| Ronald Reagan          | 72        | 22           | 50                |
| Dwight D. Eisenhower   | 72        | 15           | 57                |
| Harry S. Truman        | 70        | 14           | 56                |
| Andrew Jackson         | 69        | 14           | 55                |
| Gerald Ford            | 62        | 26           | 36                |
| John Quincy Adams      | 59        | 7            | 52                |
| Ulysses S. Grant       | 58        | 24           | 34                |
| George H. W. Bush      | 57        | 41           | 16                |
| Jimmy Carter           | 57        | 34           | 23                |
| William Howard Taft    | 57        | 15           | 42                |
| Woodrow Wilson         | 56        | 19           | 37                |
| Bill Clinton           | 55        | 41           | 14                |
| James Monroe           | 49        | 10           | 39                |
| Herbert Hoover         | 48        | 34           | 14                |
| Lyndon B. Johnson      | 45        | 42           | 3                 |
| Andrew Johnson         | 45        | 26           | 19                |
| Chester A. Arthur      | 43        | 17           | 26                |
| James A. Garfield      | 42        | 16           | 26                |
| William McKinley       | 42        | 24           | 18                |
| George W. Bush         | 41        | 59           | -18               |
| Grover Cleveland       | 40        | 26           | 14                |
| Calvin Coolidge        | 38        | 31           | 7                 |
| Rutherford B. Hayes    | 38        | 19           | 19                |
| Richard Nixon          | 32        | 60           | -28               |
| Benjamin Harrison      | 30        | 35           | -5                |
| Warren G. Harding      | 29        | 33           | -4                |
| James Buchanan         | 28        | 32           | -4                |
| James K. Polk          | 27        | 21           | 6                 |
| Zachary Taylor         | 26        | 18           | 8                 |
| Martin Van Buren       | 23        | 19           | 4                 |
| William Henry Harrison | 21        | 16           | 5                 |
| Franklin Pierce        | 17        | 25           | -8                |
| Millard Fillmore       | 17        | 25           | -8                |
| John Tyler             | 9         | 15           | -6                |

#### Gallup, 2010
Uma pesquisa da Gallup, realizada ente 19 a 21 de novembro de 2010, perguntou aos norte-americanos, com base no que eles sabem ou lembram sobre os nove ex-presidentes mais recentes, se eles aprovam ou desaprovam como cada um desempenhou seu trabalho no cargo.
1. John F. Kennedy (85% aprovam/10% desaprovam)
2. Ronald Reagan (74% aprovam/24% desaprovam)
3. Bill Clinton (69% aprovam/30% desaprovam)
4. George H. W. Bush (64% aprovam/34% desaprovam)
5. Gerald Ford (61% aprovam/26% desaprovam)
6. Jimmy Carter (52% aprovam/42% desaprovam)
7. Lyndon B. Johnson (49% aprovam/36% desaprovam)
8. George W. Bush (47% aprovam/51% desaprovam)
9. Richard Nixon (29% aprovam/65% desaprovam)

#### Gallup, 2011
Uma pesquisa do Gallup sobre a grandeza presidencial feita entre 2 a de 5 fevereiro de 2011 perguntou a 1.015 adultos norte-americanos "Quem você considera como o melhor presidente dos Estados Unidos?"
1. Ronald Reagan (19%)
2. Abraham Lincoln (14%)
3. Bill Clinton (13%)
4. John F. Kennedy (11%)
5. George Washington (10%)
6. Franklin Roosevelt (8%)
7. Barack Obama (5%)
8. Theodore Roosevelt (3%)
9. Harry Truman (3%)
10. George W. Bush (2%)
11. Thomas Jefferson (2%)
12. Jimmy Carter (1%)
13. Dwight Eisenhower (1%)
14. George H. W. Bush (1%)
15. Andrew Jackson (<1%)
16. Lyndon B. Johnson (<1%)
17. Richard Nixon (<1%)

#### Public Policy, 2011
Uma pesquisa da Public Policy Polling, realizada entre 8 a 11 de setembro de 2011, perguntou a 665 eleitores norte-americanos, com base no que eles sabem ou lembram sobre os nove ex-presidentes mais recentes, se eles têm opiniões favoráveis ou desfavoráveis de como cada um desemprenhou seu trabalho no cargo.
1. John F. Kennedy (74% favoráveis/15% desfavoráveis)
2. Ronald Reagan (60% favoráveis/30% desfavoráveis)
3. Bill Clinton (62% favoráveis/34% desfavoráveis)
4. George H. W. Bush (53% favoráveis/35% desfavoráveis)
5. Gerald Ford (45% favoráveis/26% desfavoráveis)
6. Jimmy Carter (45% favoráveis/43% desfavoráveis)
7. Lyndon B. Johnson (36% favoráveis/39% desfavoráveis)
8. George W. Bush (41% favoráveis/51% desfavoráveis)
9. Richard Nixon (19% favoráveis/62% desfavoráveis)

#### Gallup, 2013
Uma pesquisa da Gallup, realizada entre 7 a 10 de fevereiro de 2013, perguntou a 1.039 adultos norte-americanos "como você acha que cada um dos seguintes presidentes vão entrar para a história como um presidente-excelente, acima da média, média, abaixo da média ou  insatisfatório?"
| Presidente        | Excelente | Acima da média | Média | Abaixo da média | Insatisfatório | Sem opinião | Média ponderada |
| ----------------- | --------- | -------------- | ----- | --------------- | -------------- | ----------- | --------------- |
| Dwight Eisenhower | 10%       | 39%            | 36%   | 2%              | 1%             | 12%         | 2.11            |
| John F. Kennedy   | 18%       | 56%            | 19%   | 2%              | 1%             | 4%          | 2.02            |
| Lyndon Johnson    | 4%        | 16%            | 46%   | 14%             | 8%             | 12%         | 2.73            |
| Richard Nixon     | 2%        | 13%            | 27%   | 29%             | 23%            | 6%          | 3.43            |
| Gerald Ford       | 2%        | 14%            | 56%   | 15%             | 5%             | 8%          | 2.86            |
| Jimmy Carter      | 4%        | 19%            | 37%   | 20%             | 15%            | 6%          | 3.11            |
| Ronald Reagan     | 19%       | 42%            | 27%   | 6%              | 4%             | 2%          | 2.30            |
| George H. W. Bush | 3%        | 24%            | 48%   | 12%             | 10%            | 2%          | 2.96            |
| Bill Clinton      | 11%       | 44%            | 29%   | 9%              | 6%             | 1%          | 2.55            |
| George W. Bush    | 3%        | 18%            | 36%   | 20%             | 23%            | 1%          | 3.45            |
| Barack Obama      | 6%        | 22%            | 31%   | 18%             | 22%            | 1%          | 3.28            |

### Quinnipiac, 2014
Uma pesquisa da Quinnipiac, realizada entre 24 a 30 de junho de 2014, perguntou a 1.446 eleitores registrados norte-americanos quem eles achavam que eram os melhores e os piores presidentes desde a Segunda Guerra Mundial.
Melhor presidente desde a Segunda Guerra Mundial
1. Ronald Reagan (35%)
2. Bill Clinton (18%)
3. John F. Kennedy (15%)
4. Barack Obama (8%)
5. Dwight Eisenhower (5%)
6. Harry S. Truman (4%)
7. Lyndon B. Johnson (empatado) (3%)
8. George H.W. Bush (empatado) (3%)
9. Jimmy Carter (2%)
10. Richard Nixon (empatado) (1%)
11. Gerald Ford (empatado) (1%)
12. George W. Bush (empatado) (1%)

Pior presidente desde a Segunda Guerra Mundial
1. Barack Obama (33%)
2. George W. Bush (28%)
3. Richard Nixon (13%)
4. Jimmy Carter (8%)
5. Lyndon B. Johnson (empatado) (3%)
6. Ronald Reagan (empatado) (3%)
7. Bill Clinton (empatado) (3%)
8. Gerald Ford (empatado) (2%)
9. George H.W. Bush (empatado) (2%)
10. Dwight Eisenhower (1%)
11. Harry S. Truman (empatado) (<1%)
12. John F. Kennedy (empatado) (<1%)